# Gareth Thomas (rugbista)
Gareth Thomas (Sarn, 25 de julio de 1974) es un exjugador británico de rugby que se desempeñaba como fullback. Fue internacional con los Dragones rojos de 1995 a 2007.
Un prolífico anotador de tries, Thomas se ubica en la lista de máximos anotadores en test matches y es considerado uno de los mejores jugadores de la historia. En diciembre de 2009 anunció públicamente su homosexualidad en una entrevista concedida al Daily Mail. En septiembre de 2019 anunció por Twitter, para combatir la serofobia, que tiene VIH+ y así es el primer atleta británico (de élite) que confiesa ser seropositivo.

## Biografía
De 2002 a 2006, Thomas estuvo casado con su amor de juventud, Jemma. La pareja se casó en St Brides Major, cerca de Bridgend, y solicitó el divorcio en 2007. Durante la relación, Jemma sufrió tres abortos involuntarios.
Lo apodan Alfie, debido a una supuesta semejanza con un personaje de comedia televisiva llamada ALF. Su forma de celebrar ensayos golpeándose la cabeza proviene de una celebración popular entre los hinchas del Cardiff City conocida como «el Ayatolá».
Con su divorcio en proceso, admitió haber sido infiel a su esposa y haber visitado locales de ambiente gay cuando viajaba a Londres con su equipo para disputar partidos. Thomas dijo que «engañar a Jemma me hacía sentir fatal y culpable», y aseguró que había llegado a pensar en suicidarse. En 2005, época en que jugaba al rugby en Francia, Thomas fue hallado culpable de asalto y en 2007 fue suspendido por cuatro semanas por cargos de mala conducta. El jugador explicó que era consciente de su homosexualidad desde los 16 años, pero que debido a la «cultura de machos» que rodea al rugby no se atrevió a admitirlo ni personal ni públicamente. No obstante, Thomas explicó que sólo encontró apoyo tanto por parte de entrenadores como compañeros y agradeció también el respaldo público que recibió de la Federación Galesa de Rugby (WRU) y de su equipo en aquel momento, los Cardiff Blues. 
Declaró que no quiere «ser conocido como un jugador de rugby gay. Soy un jugador de rugby, en primer lugar y sobre todo soy un hombre.» 
La confirmación pública de su sexualidad lo convirtió en el primer jugador profesional de rugby abiertamente gay que sigue en activo.
En una entrevista con la BBC, Thomas habló acerca de cómo esperaba que su salida del armario significara que, en el futuro, los jóvenes jugadores de rugby gays fueran capaces de salir también y ser aceptados como unos «talentosos jugadores de rugby gays». 
Thomas también dijo: «Lo que decido hacer cuando cierro la puerta de casa no tiene nada que ver con lo que he logrado en el rugby.»
En enero de 2010, en unas declaraciones a la revista Attitude, orientada al público gay, Thomas reconoció su deseo de enamorarse ahora que no tiene que ocultar sus sentimientos.

## Carrera
Jugaba en los Bridgend Ravens cuando llegó el profesionalismo en 1997 y fue contratado por el Cardiff RFC permaneciendo cuatro temporadas.

### Bridgend Ravens
Regresó a su club en 2001, fue nombrado capitán y lideró al triunfo de la Premier Division de Gales en 2003, en una campaña donde quedaron invictos en casa y sólo perdieron frente al Neath RFC y el Cardiff RFC.

### Stade Toulousain
Se unió al club más poderoso de Europa; Stade Toulousain, al ser visto como el sustituto ideal del capitán; Émile Ntamack que estaba por retirarse. Compartió equipo con jugadores como Omar Hasan, Yannick Jauzion, Frédéric Michalak y Fabien Pelous.
Ayudó al club a conseguir la victoria en la Copa de Campeones en 2005, después de una victoria sobre el Stade Français en Murrayfield; participando así en el clásico más famoso. En febrero de 2006 recibió un golpe en el cuello durante un partido y más tarde, mientras veía televisión se desmayó y fue trasladado al hospital: sufrió un derrame cerebral por ruptura de una arteria en el cuello. 
Se temía que esto pudiera llevarle a su retiro, pero volvió a jugar en el inicio de la temporada 2006-07, la última con el equipo francés.

### Cardiff Blues
El 20 de enero de 2007, el Cardiff Blues completó un acuerdo para llevar de nuevo a Thomas a Gales para la temporada 2007-08.

## Selección nacional
Alan Davies lo convocó como sorpresa para el mundial de Sudáfrica 1995 y debutó contra Japón. 
Igualó el récord de cuatro ensayos en el partido contra Italia en Treviso en 1999, uno de los únicos siete jugadores en lograr esa hazaña para su país. Thomas tuvo el récord de Gales de mayor número de ensayos internacionales con 40, hasta que Shane Williams superó ese total en el Torneo de las Seis Naciones 2008, pero todavía conserva el récord de más partidos para su país, con 100. Superó el récord de ensayos, anteriormente en manos de Ieuan Evans, en 2004 contra Italia. También logró una tripleta de ensayos en el segundo partido contra Japón en 2001 y 51 partidos. Igualmente en casa, fue desde esa posición que anotó el más largo ensayo intercepción visto en el Cardiff Arms Park, un lanzamiento de 90 metros frente a Australia en 1996.
Thomas fue nombrado capitán para el partido final de Gales en el Seis Naciones 2007 contra Inglaterra, después de que el capitán Stephen Jones fuera descartado con una fractura de muñeca. Cuando Thomas salió al campo, igualó el récord de Gareth Llewellyn de 92 partidos con Gales, récord que batió cuando lideró a Gales ante Australia en el Telstra Stadium de Sídney el 26 de mayo de 2007, un partido que Gales perdió 29-23 en un ensayo después de la sirena.

### Participaciones en Copas del Mundo
En Sudáfrica 1995 contra Japón marcó tres tries, su gran nivel demostrado le permitió jugar los demás enfrentamientos, Gales cayó con los All Blacks e Irlanda y fue eliminado en el grupo de la muerte.
En Gales 1999 fue pieza clave del neozelandés Graham Henry. Los Dragones rojos ganaron su grupo y perdieron contra Australia en cuartos.
En Francia 2007 con la derrota de su equipo con Fiyi, fue el primer jugador de Gales en llegar a 100 test matches. Durante ese partido marcó un try y evitó otro, pero el equipo perdió y fueron eliminados del torneo.
| Mundial                       | Sede      | Resultado        | PJ | Tries |
| ----------------------------- | --------- | ---------------- | -- | ----- |
| Copa Mundial de Rugby de 1995 | Sudáfrica | Fase de grupos   | 3  | 3     |
| Copa Mundial de Rugby de 1999 | Gales     | Cuartos de final | 4  | 2     |
| Copa Mundial de Rugby de 2003 | Australia | Cuartos de final | 4  | 1     |
| Copa Mundial de Rugby de 2007 | Francia   | Fase de grupos   | 3  | 1     |

### Leones Británicos
El inglés Clive Woodward lo seleccionó a los British and Irish Lions para participar de la Gira de los Leones Británico-Irlandeses 2005 que se realizó por Nueva Zelanda. Tras la lesión de Brian O'Driscoll en los primeros minutos del primer test match contra los All Blacks, fue nombrado capitán para el resto de la serie, convirtiéndose en el noveno capitán galés en la historia de los Leones.

## Palmarés
- Campeón del Torneo de las Seis Naciones de 2005.
- Campeón de la Copa de Campeones de 2004–05.
- Campeón de la Copa Desafío de 2009–10.
- Campeón de la Anglo-Welsh Cup de 2009.
- Campeón de la Premier Division de Gales de 2002–03.